# Orbinia sagitta
Orbinia sagitta is een borstelworm uit de familie Orbiniidae. De wetenschappelijke naam werd in 2016 voor het eerst geldig gepubliceerd door Leão en Santos. 